# 高勱
高 勱（こう ばい、生没年不詳）は、中国の北斉の皇族。字は敬徳。本貫は渤海郡蓨県。隋の四州刺史を歴任した。

## 経歴
北斉の清河王高岳の子として生まれた。幼いころから聡明で、姿かたちが美しく、文宣帝に愛された。7歳のとき、清河王の爵位を嗣いだ。14歳で青州刺史となり、右衛将軍・領軍大将軍・祠部尚書・開府儀同三司を歴任し、楽安王に改封された。斛律光に召されて、征戦に従い、かれを補佐した。武平5年（574年）8月、尚書右僕射となった。武平7年（576年）12月、後主が晋州で北周の軍に敗れると、高勱は胡太后を奉じて鄴に帰った。勝手なふるまいをしていた宦官の苟子溢を斬ろうとしたが、胡太后に阻止されてできなかった。後主に鄴に留まって戦うよう勧めたが、後主は聞き入れず、東方に逃走した。高勱は殿軍をつとめ、北周軍に捕らえられた。北周の武帝が高勱に会って語り合うと、大いに喜び、北斉が滅びた理由を訊ねた。高勱は涙を流して語ったので、武帝は態度を改めた。開府儀同三司の位を受けた。
大象2年（580年）、楊堅が北周の丞相となると、高勱は器量を買われて検校揚州事をつとめた。後に楚州刺史に任ぜられた。楚州城の北に伍子胥の廟がまつられていたが、高勱は伍子胥信仰を民衆の産業を破壊するものとして、禁止した。
開皇7年（587年）、光州刺史に転じ、南朝陳を取るための五策を上書した。隋軍が大挙して陳を討つと、高勱は行軍総管となり、王世積の下で陳の江州を落とした。功により上開府の位を受けた。
隴右の羌族たちが隋に反抗すると、高勱は洮州刺史に任じられて対応にあたった。後に吐谷渾の侵攻を受けると、高勱は病のため出戦できなかった。多くの戸口が失われたことを弾劾され、また羌族から賄賂を受けたと告発されて、免官された。後に家で死去した。享年は56。唐になって都督四州諸軍事・定州刺史の位を追贈された。
子の高士廉は、初唐の名臣として知られた。

## 伝記資料
- 『北斉書』巻13 列伝第5
- 『隋書』巻55 列伝第20
- 『北史』巻51 列伝第39